# Georgina Brayshaw

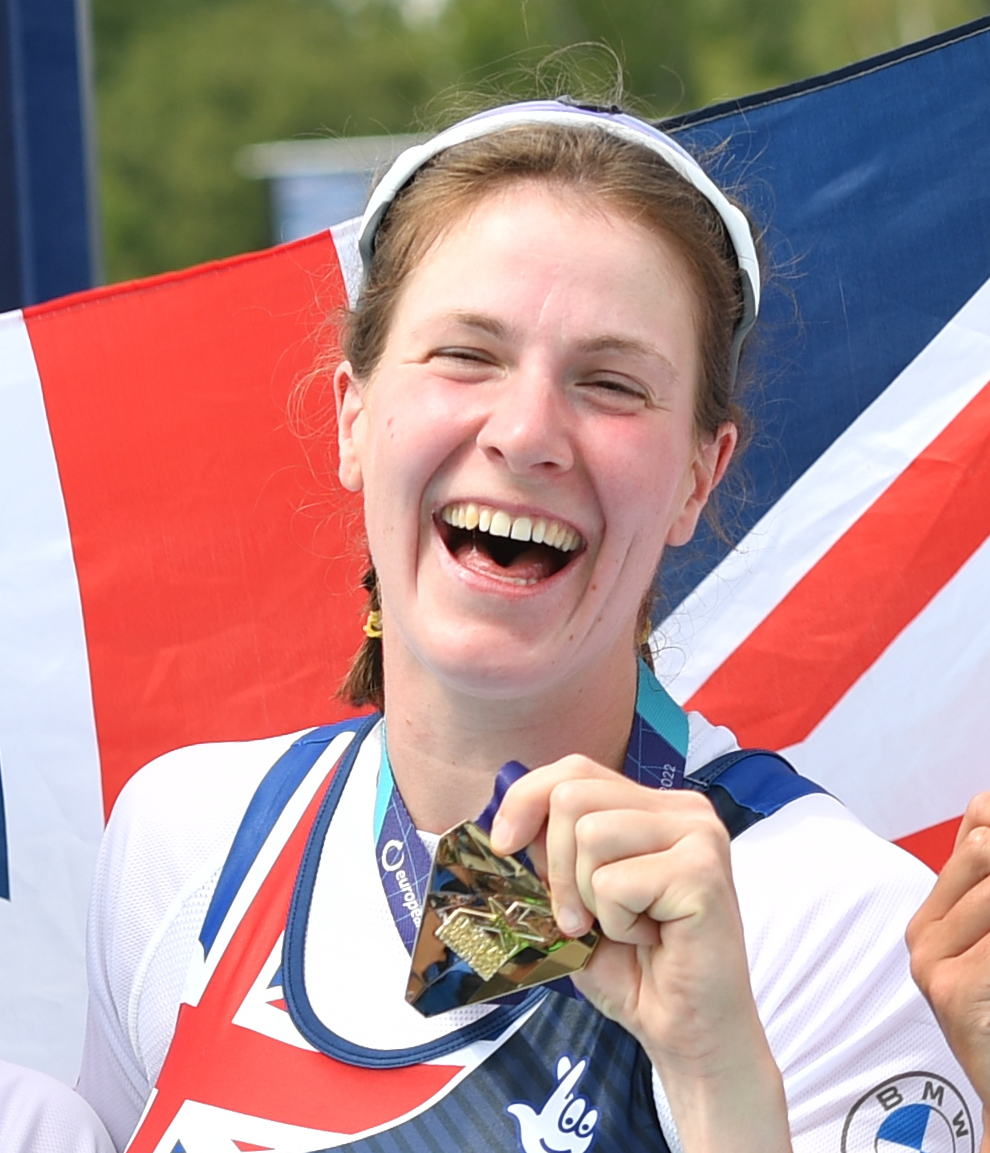
Georgina Brayshaw zeigt ihre Goldmedaille bei den Europameisterschaften 2022.

Georgina „Georgie“ Megan Brayshaw, MBE (* 14. Oktober 1993 in Leeds) ist eine britische Ruderin. 2022 wurde sie Weltmeisterschaftsdritte und Europameisterin im Doppelvierer, 2023 gewann sie den Weltmeistertitel und 2024 wurde sie Olympiasiegerin.

## Karriere
Georgina Brayshaw rudert für den Leander Club.
Brayshaw debütierte 2019 im Ruder-Weltcup und nahm 2022 erstmals an internationalen Meisterschaften teil. Bei den Europameisterschaften in München trat der Doppelvierer in der Besetzung Jessica Leyden, Lola Anderson, Georgina Brayshaw und Lucy Glover an. Der britische Doppelvierer gewann den Titel mit über drei Sekunden Vorsprung vor den Booten aus den Niederlanden und aus der Ukraine. Einen Monat später bei den Weltmeisterschaften in Račice u Štětí siegten die Chinesinnen vor den Niederländerinnen, zweieinhalb Sekunden dahinter überquerten die Britinnen als Dritte die Ziellinie. Im nächsten Jahr bei den Europameisterschaften 2023 in Bled siegten die Ukrainerinnen vor den Niederländerinnen. Fast zwei Sekunden dahinter wurden Lauren Henry, Hannah Scott, Georgina Brayshaw und Lucy Glover Dritte. Drei Monate später bei den Weltmeisterschaften 2023 in Belgrad siegte der britische Doppelvierer mit Lauren Henry, Hannah Scott, Lola Anderson und Georgina Brayshaw mit 0,67 Sekunden Vorsprung vor den Niederländerinnen, die drittplatzierten Chinesinnen lagen über fünf Sekunden hinter den Britinnen.
2024 gewann der britische Doppelvierer bei den Europameisterschaften in Szeged vor den Ukrainerinnen. Drei Monate später bei den Olympischen Spielen in Paris führten die Niederländerinnen bis kurz vor dem Ziel. Mit ihrem Endspurt siegten Lauren Henry, Hannah Scott, Lola Anderson und Georgina Brayshaw mit 0,15 Sekunden Vorsprung vor den Niederländerinnen.
2025 wurde sie für ihre Verdienste um den Rudersport zum Member des Order of the British Empire (MBE) ernannt.